# I tre investigatori e l'isola misteriosa
I tre investigatori e l'isola misteriosa è un film del 2007 diretto da Florian Baxmeyer e tratto dal romanzo L'isola dello scheletro (The Secret of Skeleton Island) di Robert Arthur.
È il primo dei due film della serie de I tre investigatori.

## Trama
I tre giovani detective Jupiter, Pete e Bob vivono un'avventura in Sudafrica. Arrivano su un'isola dove dovrà essere costruito un parco divertimenti. Tuttavia l'isola ha un'antica storia di spiriti delle popolazioni locali ed è popolata da una bestia misteriosa.